# هوغو سانتوس
هوغو سانتوس (بالبرتغالية: Hugo Eduardo Carvalho Ferreira dos Santos‏) (17 يناير 1983 بلشبونة في البرتغال - ) هو لاعب كرة قدم برتغالي في مركز الوسط. لعب مع جيجيانغ غرينتاون.

## وصلات خارجية
- هوغو سانتوس على موقع قاعدة بيانات كرة القدم.إي يو (الإنجليزية)
- هوغو سانتوس على موقع Soccerway.com (الإنجليزية)